# Вересень
- I Січень
- II Лютий

- III Березень
- IV Квітень
- V Травень

- VI Червень
- VII Липень
- VIII Серпень

- IX Вересень
- X Жовтень
- XI Листопад

- XII Грудень

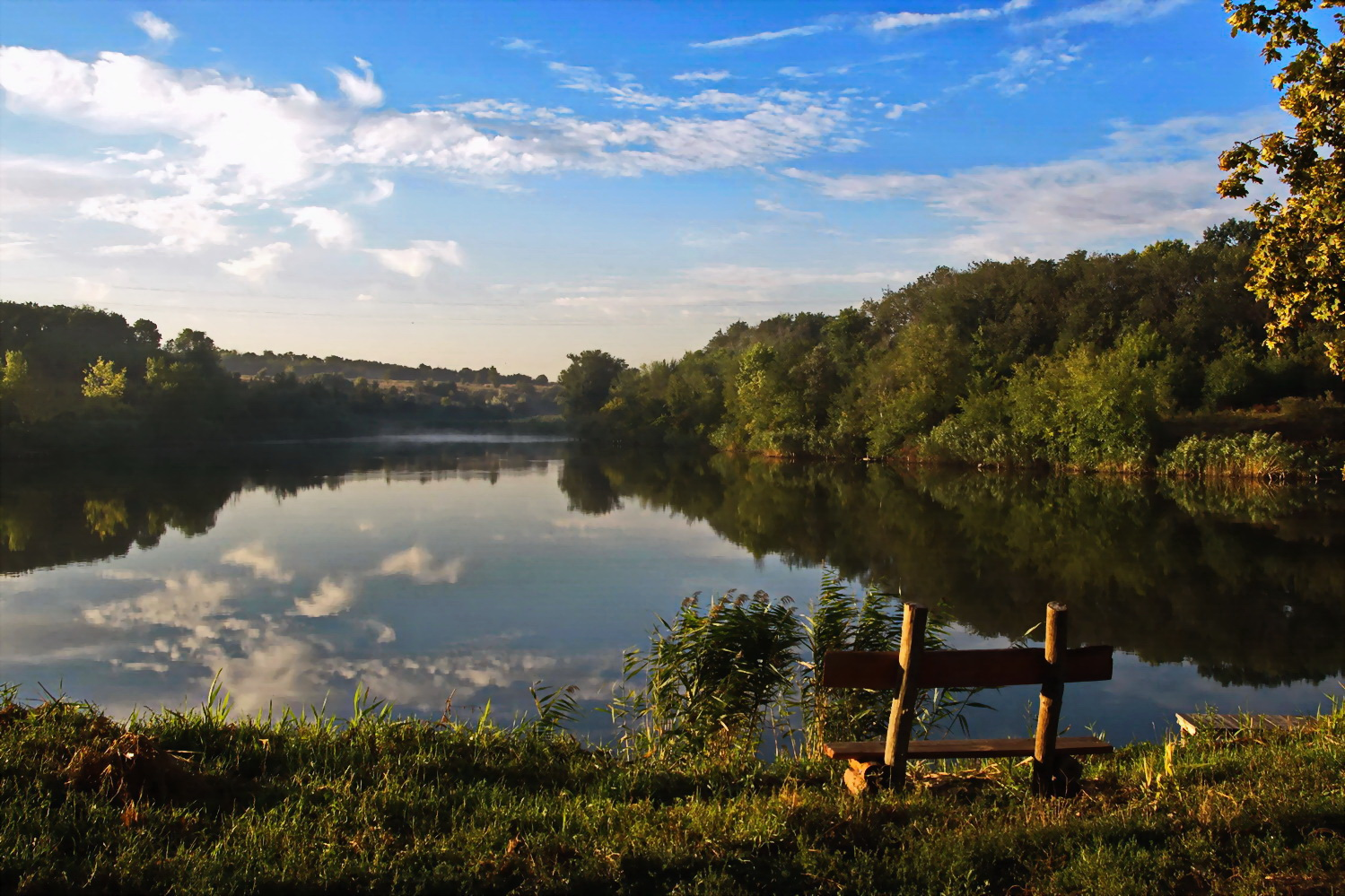
Вересень

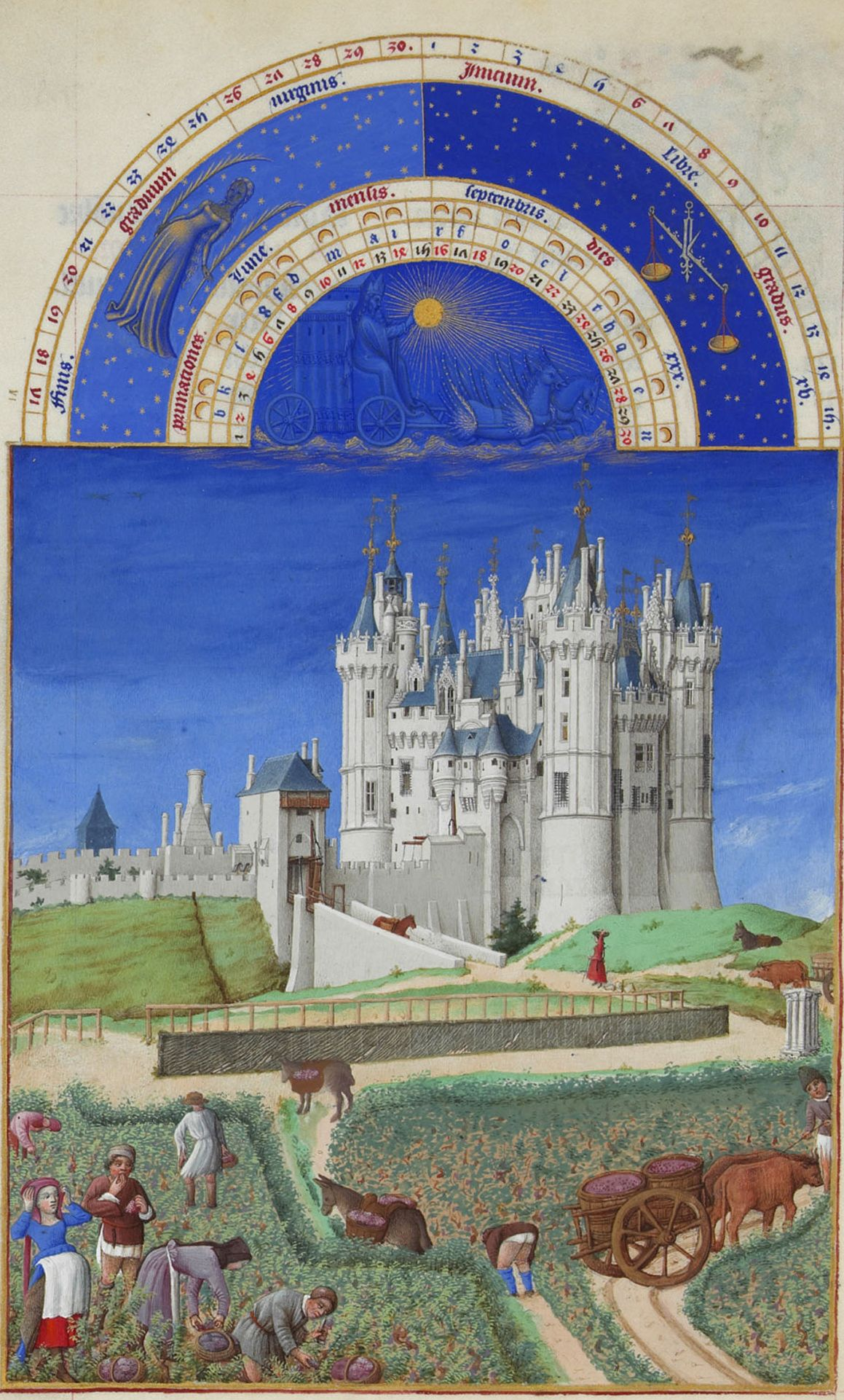
Мініатюра Вересень з «Розкішного часослова герцога Беррійського».

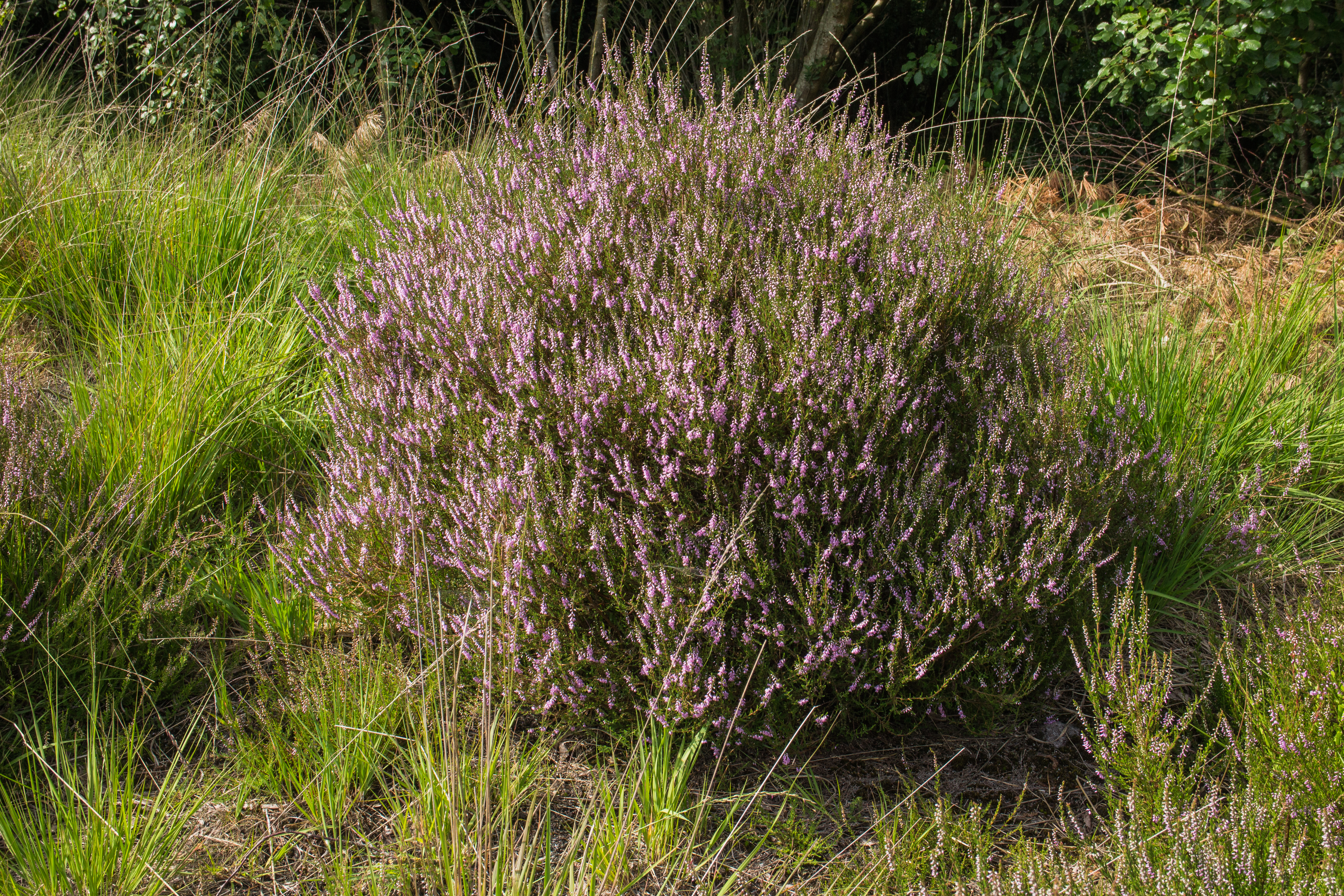
Вічнозелений кущ вересу

Ве́ресень — дев'ятий місяць року в юліанському та григоріанському календарях. Один із чотирьох місяців, що налічують 30 днів.
Вересень є першим місяцем метеорологічної осені в Північній півкулі. На 1 вересня припадає початок церковного року в православних та католицьких церквах, які живуть за новоюліанським та григоріанським календарями. У багатьох країнах Північної півкулі, зокрема в Україні, починається навчальний рік.

## Назва
Назва врѣсень, вресень засвідчена вже в давньокиївських писемних пам'ятках. Пізніше слово вресень і його повноголоса форма вересень трапляються в староукраїнських джерелах XVI—XVII століть.
Імовірно, назва «вересень» пов'язана з вересом — поширеною на Поліссі медоносною рослиною. Верес, подібно до липи, має велике значення у бджільництві, а вересовий мед цінується вище за інші сорти. Квітне верес із серпня до кінця жовтня, але найпишніше рожево-бузкове суцвіття вкриває соснові бори, торф'яники та піщані пагорби саме у вересні.
Можливо, прасл. *versьnь (від *versъ — «верес») було первісним найменням дев'ятого місяця в давньослов'янському календарі. Подібні назви побутують у білоруській (верасень) та польській (wrzesień) мовах. За цією ж ознакою утворені народні назви вересня в балтійських мовах (лит. viržių mėnuo і латис. viršu mēnesis — «місяць вересу»).
Михайло Кочерган вважає інші етимології назви непереконливими. Так, наприклад, Федір Медведєв виводить вересень від д.-рус. врещи «молотити». З цього, на його думку, випливає, що на місяць припадав початок молотьби — сільськогосподарських робіт з відокремлення зерен від полови та соломи. Проте зазначається, що фонетична сторона цієї етимології надто сумнівна. Не можна погодитись також із поясненням Якова Головацького, за яким назва місяця походить «від ягід верес, котрі тоді пристигають та збираються».
Існує думка, що назва «вересень» була запозичена з пол. wrzesień і пізніше адаптована до східнослов'янського звучання. Тетяна Голинська-Баранова схиляється до неї на підставі того, що староукраїнські джерела XVI—XVII століть подають це слово спершу в неповноголосій формі вресень. Однак її висновки відкидає Кочерган, вважаючи більш правдоподібним розглядати цю форму як церковнослов'янську, бо відома вона була вже давньоруській мові (у написаннях: врѣсень, вресень), звідки ввійшла й до української. На невласне польське походження назви, на його думку, вказує ще й такий факт, як наявність у старочеській мові наймення vřesen у зовсім іншому значенні — на означення восьмого, а то навіть і сьомого місяців. Пояснення Голинської-Баранової, що «чехи не розуміли терміна й уживали його під польським впливом, не знаючи докладно, про який місяць йдеться», не можна вважати науково обґрунтованим.

В оглаві до «Анфологіону» Памва Беринди, виданого 1619 року, місяць називається: 
|  | сєптє́мврїє, си́рѣчъ сед̑мый, реко́мый вре́сень, по дре́вних же роу́енъ. |

 Останнє наймення згадано «по древніх», адже засвідчене воно було вже в давньокиївських апракосах і тетрах XI—XIII століть (у написаннях: рюинъ, рюінъ, рюѥнъ, рюєнъ). Ця давня назва вересня походить від д.-рус. рюти («ревіти») і пов'язана з ревінням жуйних тварин під час осіннього гону, коли олені та лосі влаштовували шлюбні герці. Співзвучна назва досі вживається в хорватській мові (rujan), а в чеській слово říjen використовують на позначення жовтня.

У сучасному вигляді назва вересень вперше згадується в «Хронографі» (Книга глаголема кроникъ, сиречь собранїє ѿ многихъ лѣтописецъ) середини XVII століття: 
|  | жидо́вє пєрєдⸯ ты́м мс̑цы свои доро́чныи личи́ть почина́ли во о́сєни, и пє́ршїи бывал̑ сєптє́вріи або вєрє́сєнь. |

 Тим не менш, згідно зі «Словарем української мови» Бориса Грінченка, ще на початку XX ст. на більшій частині України дев'ятий місяць року називався жовтнем, тоді як сам жовтень іменували листопадом. Назва «вересень» усталилася в сучасній мові під впливом західноукраїнської літературної практики, витіснивши з ужитку вищенаведені словесні значення. Також на заході України були відомі назви ма́їк (пов'язана з май — «травень»; бо під час бабиного літа буває тепло як навесні, квітнуть деякі рослини) та сі́вень (бо сіють озимину). Назву ба́бське (ба́бине) лі́то зафіксовано в розмовній мові на північно-західному Поліссі. Іван Верхратський у розвідці «Знадоби до словаря южноруского» подає ще одну назву вересня — покрійний. На думку вченого, вона походить од свята Покрови, котре випадає на 1 жовтня. Вживалися й інші народні назви: травник, малий тра́вень, се́рпень.
У багатьох мовах, зокрема в слов'янських, назви місяця походять від лат. September (раніші форми *septemo-mēmbris, *septem-o-mēnsris), утвореного від septem (сім) і mensis (місяць), тобто — «сьомий місяць». Така назва пояснюється тим, що в Стародавньому Римі рік починався не в січні, а в березні, тому вересень був сьомим, а не дев'ятим за ліком місяцем.

## Кліматична характеристика в Україні

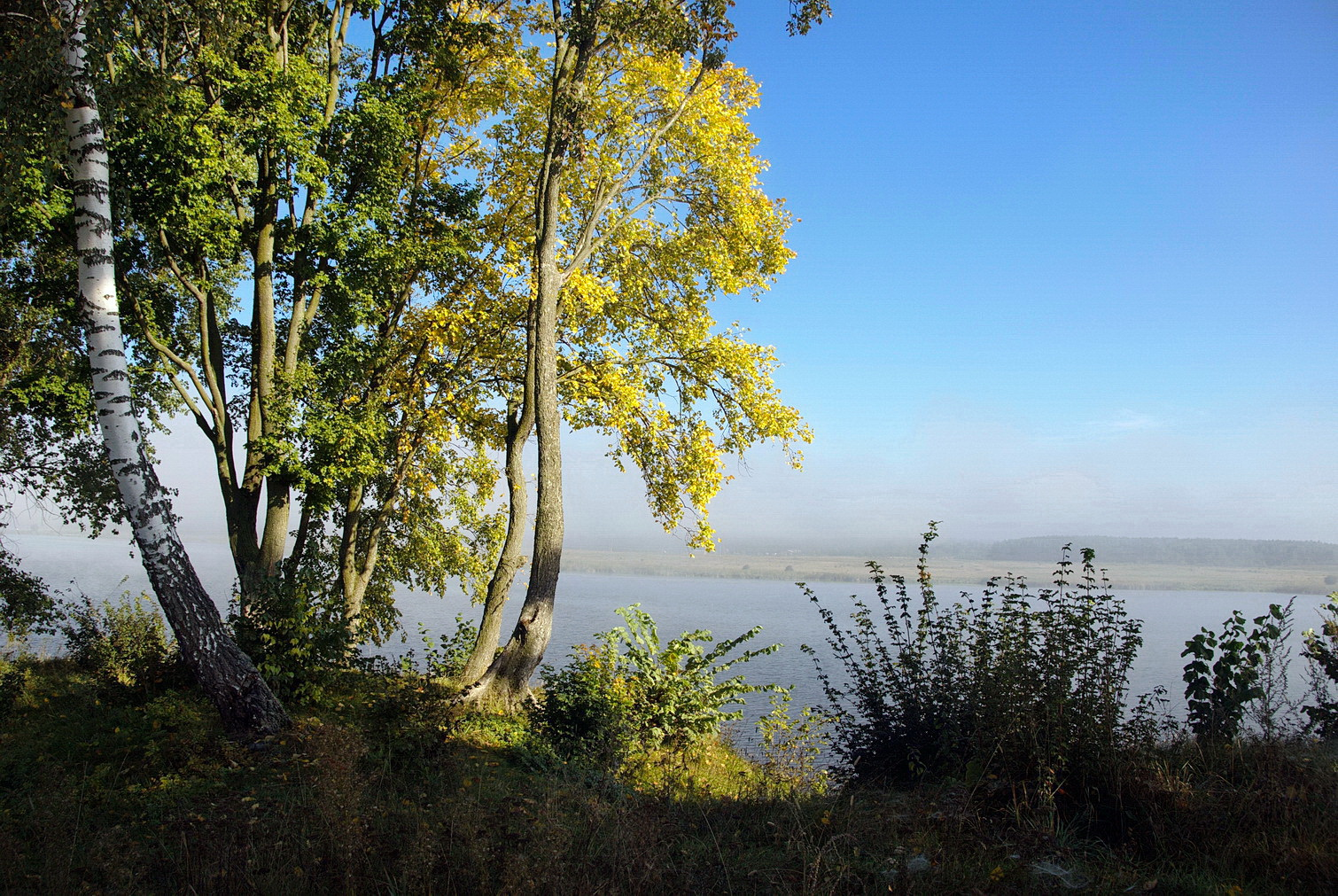
Вересень на р. Південний Буг

У вересні в Україні відбувається загальне зниження температури і різке послаблення грозової діяльності. Протягом місяця, крім Південного узбережжя Криму, здійснюється перехід середньої добової температури повітря через 15 °C в бік зниження.
Середня місячна температура повітря складає 12—19 °C, у Карпатах і горах Криму — 8—13 °C. Історичний мінімум температури (мінус 7,2 °C) зафіксовано в 1916 та 1977 роках у містах Луганськ і Гуляйполе, на Південному березі Криму — 1,3 °C у 1977 році (м. Алушта). Історичний максимум температури (38,5 °C) спостерігався в 1946 році у селі Ішунь.
Заморозки в повітрі найбільш імовірні в другій та третій декадах; у гірських районах, а також місцями в Чернігівській, Сумській, Черкаській і Кіровоградській областях вони можливі й у першій декаді.
Середня місячна кількість опадів — 27—62 мм, у Карпатах та на Закарпатті — 71—125 мм.

## У фольклорі
- Вересень без перевесла;
- Вересень на весілля багатий;
- Вересень студений, але ситий;
- Вереско вхопив чересло;
- Вересневий час — сім погод у нас;
- Верещить вересень, що вже осінь;
- Грім у вересні віщує осінь;
- Зимовий вереско зняв перевесло;
- Не спекотний вересень, та щедро годує;
- Як вересніє, то й дощик сіє.

## Галерея

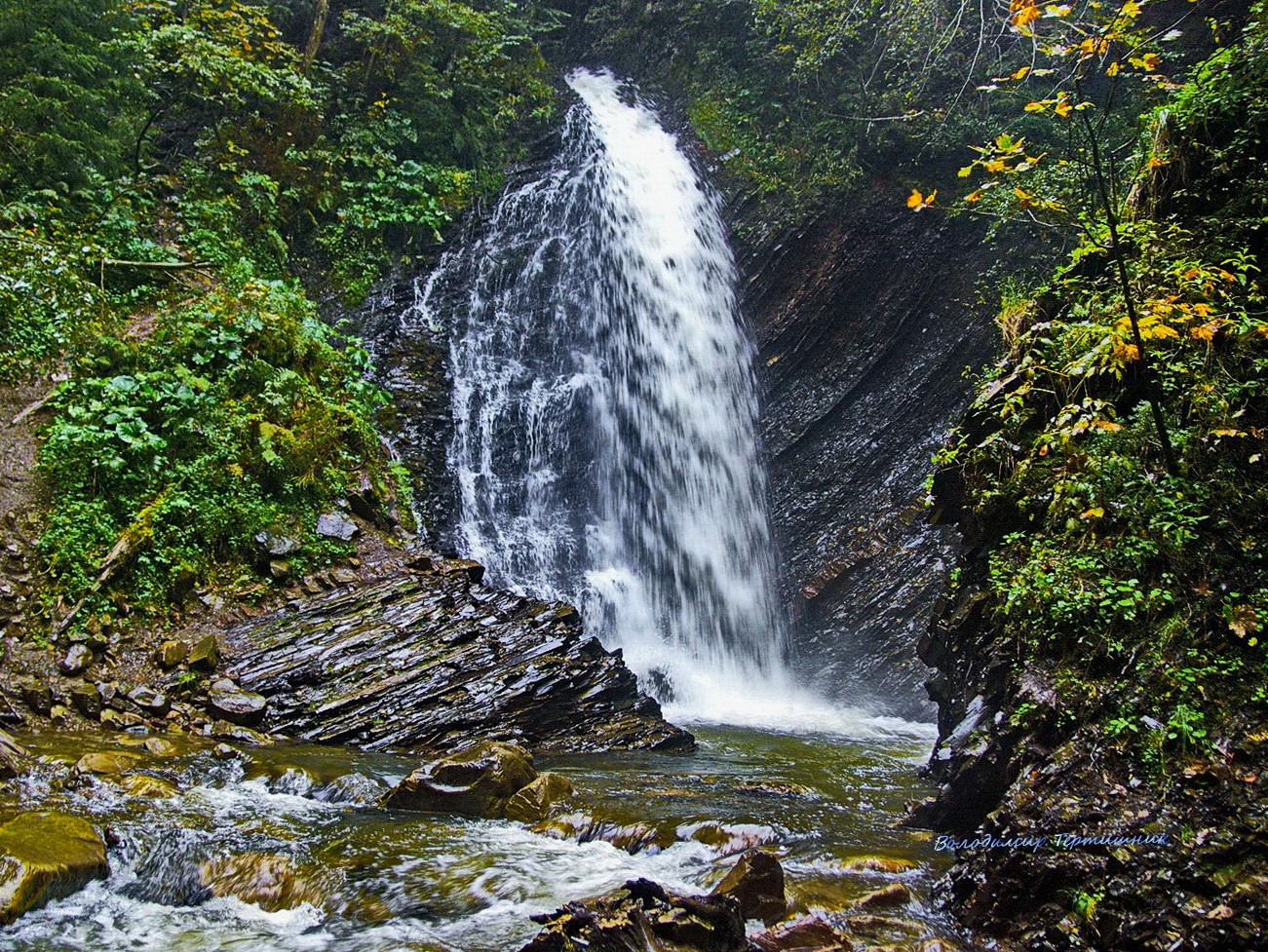
Вересень у Карпатах
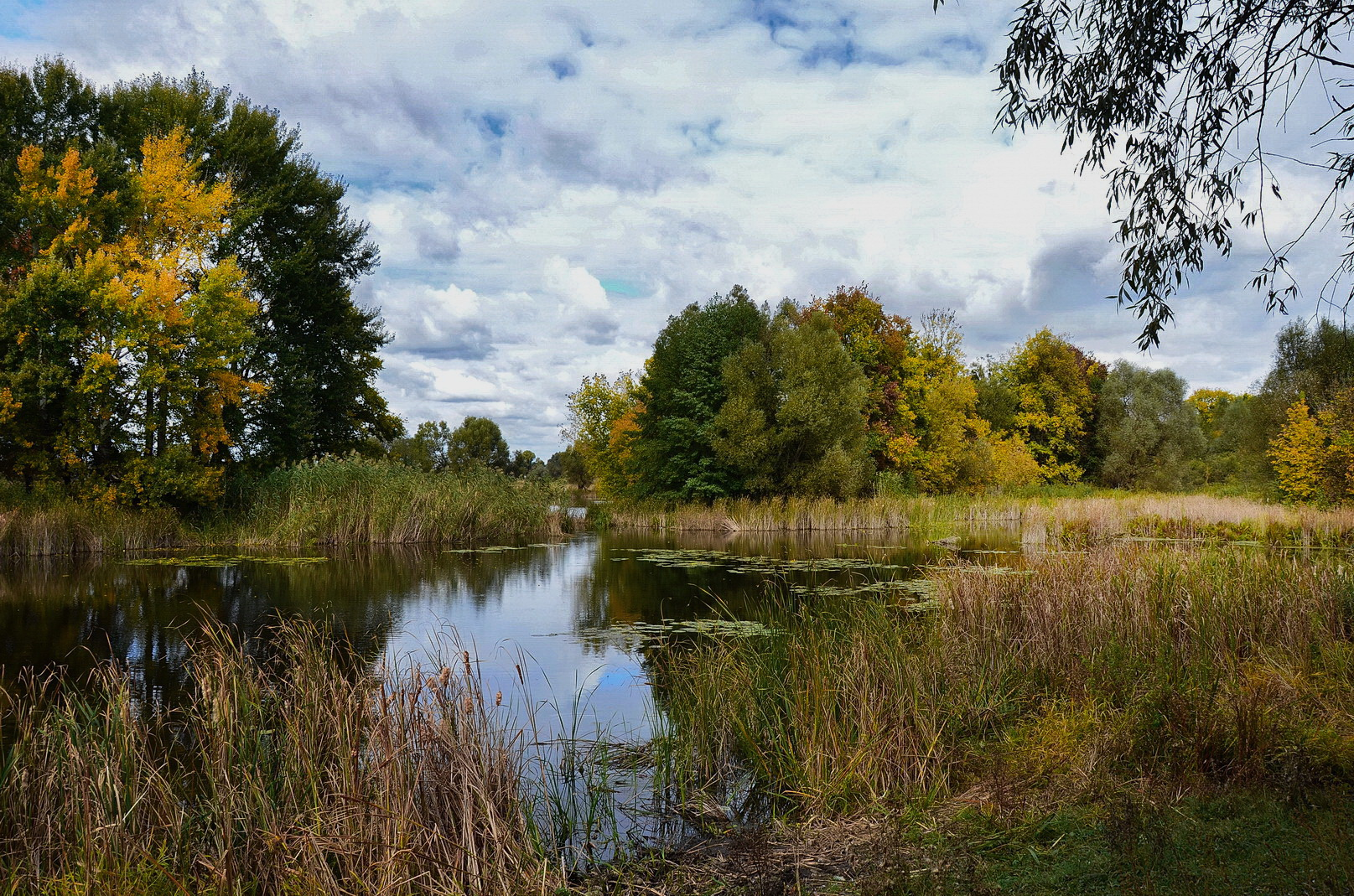
Вересень на р. Грунь
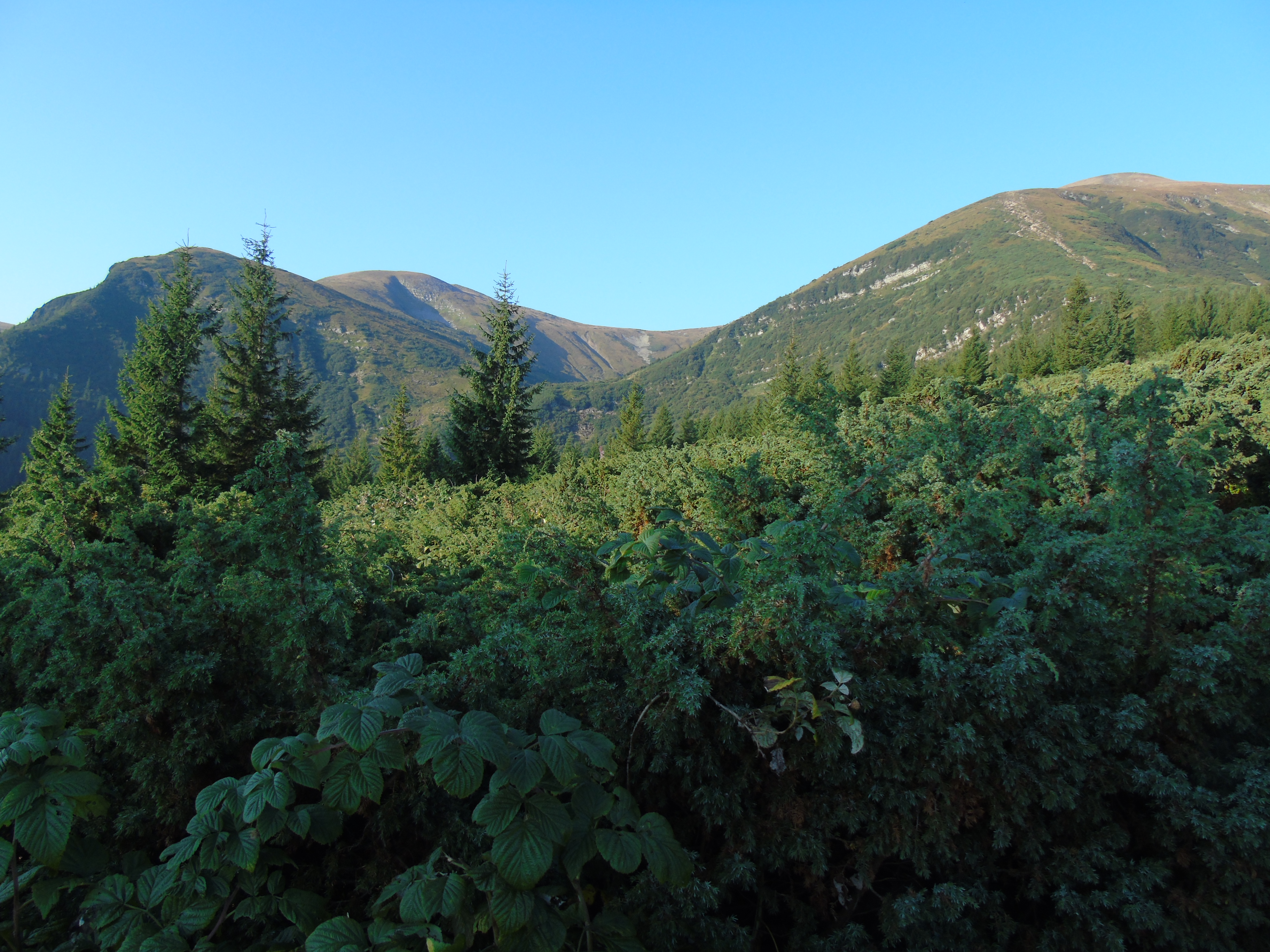
Вересень
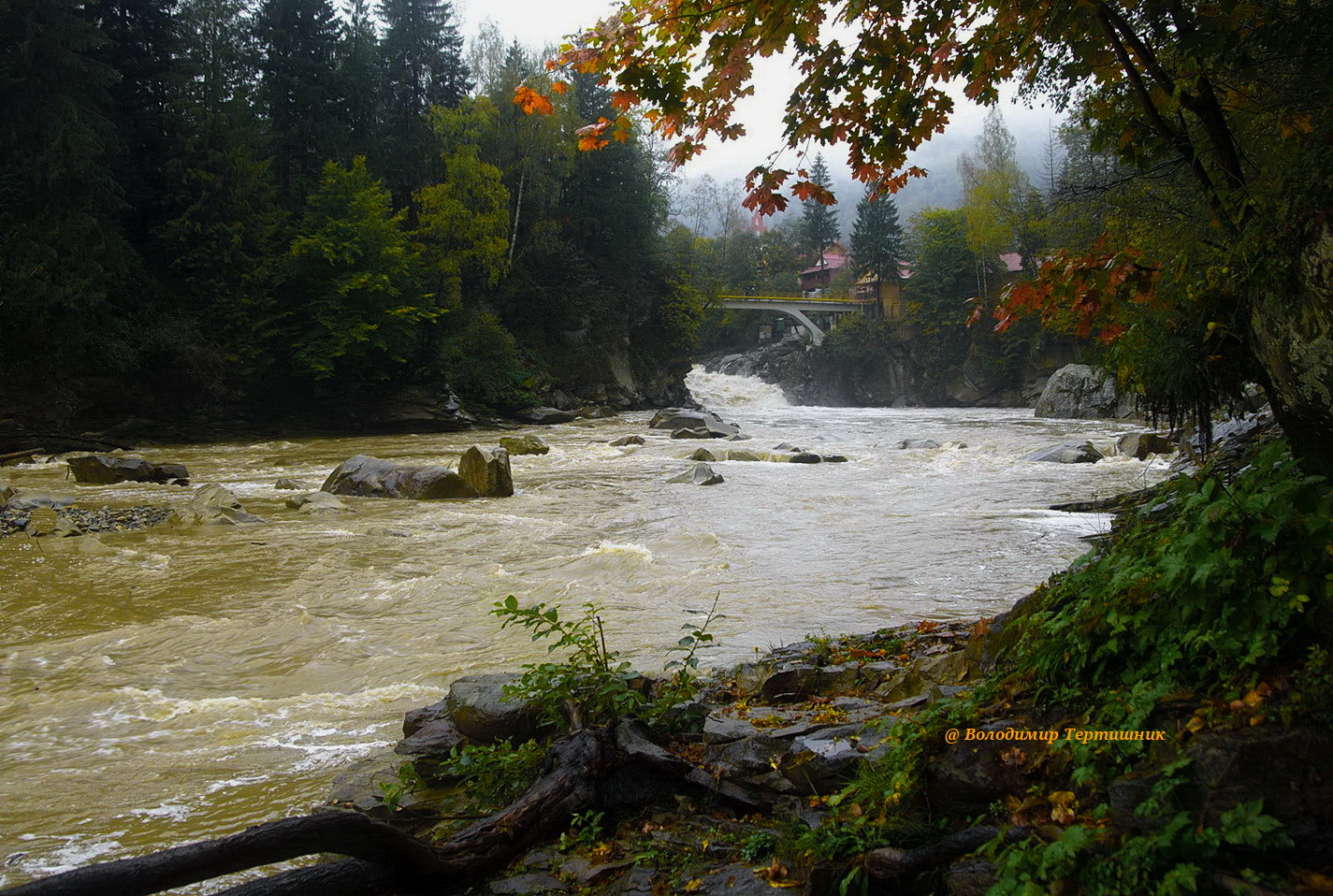
Вересень на р. Прут

## Свята і пам'ятні дні

### Офіційні в Україні
- 2 вересня
  - День нотаріату
- 17 вересня
  - День рятівника
  - День усиновлення
- 21 вересня
  - Міжнародний день миру
- 22 вересня
  - День партизанської слави
- 27 вересня
  - Всесвітній день туризму
- 29 вересня
  - День пам'яті жертв Бабиного Яру
- 30 вересня
  - Всеукраїнський день бібліотек

#### Рухомі
- Перша неділя вересня
  - День підприємця
- Друга субота вересня
  - День фізичної культури і спорту
  - День українського кіно
- Друга неділя вересня
  - День танкістів
  - День працівників нафтової, газової та нафтопереробної промисловості
  - День пам'яті українців — жертв примусового виселення з Лемківщини, Надсяння, Холмщини, Південного Підляшшя, Любачівщини, Західної Бойківщини у 1944—1951 роках
- Третя субота вересня
  - День винахідника і раціоналізатора
  - День фармацевтичного працівника
- Третя неділя вересня
  - День працівника лісу
- Четверта неділя вересня
  - День машинобудівника[29]

### Інші
- 1 вересня
  - День знань
- 2 вересня
  - День закінчення Другої світової війни
- 7 вересня
  - День воєнної розвідки України
- 8 вересня
  - Міжнародний день солідарності журналістів
  - Різдво Пресвятої Богородиці
- 14 вересня
  - Воздвиження Чесного Хреста
- 30 вересня
  - Міжнародний день перекладача